# Oleoducto Trans-Panamá
El Oleoducto Transpanameño (en inglés: Trans-Panama pipeline) es un oleoducto que atraviesa Panamá, cerca de la frontera con Costa Rica, desde el puerto de Chiriquí Grande, Bocas del Toro, en la costa del mar Caribe, hasta el puerto de Charco Azul, en la costa del Pacífico.

## Historia
El Oleoducto Transpanameño se inauguró en 1982 como alternativa para transportar crudo del océano Pacífico al océano Atlántico. En los años 80, una media de veinte superpetroleros, cada uno con capacidad para un millón de barriles de crudo, llegaban cada mes a Puerto Armuelles desde Valdez, en Alaska, para ser transportados al mar Caribe. Entre 1982 y 1996, el oleoducto transportó 2.700 millones de barriles de petróleo de Alaska a los puertos estadounidenses de la costa del Golfo. Tras la disminución de los envíos de petróleo de Alaska, el oleoducto se cerró en 1996. En noviembre de 2003, se reabrió el oleoducto Trans-Panamá para el transporte de crudo ecuatoriano a los puertos estadounidenses del Golfo.
En 2005, Venezuela inició conversaciones sobre la utilización inversa del oleoducto para sus exportaciones de petróleo a China. En mayo de 2008, BP firmó un acuerdo con Petroterminal de Panamá S.A., según el cual el oleoducto se modernizaba e invertía para transportar el crudo angoleño y otros crudos de BP a las refinerías de la costa oeste de Estados Unidos. BP adquirió 5 millones de barriles (790×103 m3) de capacidad de almacenamiento y se comprometió a garantizar envíos de 65 mil barriles diarios (10,3×103 m3/d). El 28 de agosto de 2009, la petrolera Tesoro inició los envíos inversos de petróleo a través del oleoducto para suministrar el petróleo de la cuenca atlántica a las refinerías de la costa del Pacífico.
El 15 de octubre de 2009, Petroterminal de Panamá S.A. firmó un contrato con Chicago Bridge & Iron Company para diseñar y construir la segunda fase de ampliación de las instalaciones de almacenamiento de la terminal.

## Características técnicas
El oleoducto tiene una longitud de 130 kilómetros (81 mi) y una capacidad de 860 mil barriles por día (137 mil metros cúbicos por día). Sus instalaciones terminales están ubicadas en la Bahía de Charco Azul, 7 kilómetros (4,3 mi) al sur de Puerto Armuelles, con tres muelles construidos para recibir superpetroleros, un sistema para tratar el agua de lastre y tres grandes tanques con una capacidad total de 2,5 millones de barriles (400 mil metros cúbicos) de petróleo crudo. De 1979 a 1982, antes de la construcción del oleoducto, estas instalaciones se utilizaron para transferir petróleo de grandes superpetroleros (200.000 toneladas) a petroleros más pequeños (65.000 toneladas) que podían transitar por el Canal de Panamá.

## Hechos y preocupaciones medioambientales
Científicos y activistas medioambientales han tenido en cuenta muchos aspectos medioambientales. Sin embargo, PTP ha aplicado poca moderación en la construcción y explotación del oleoducto teniendo en cuenta el medio ambiente. El proyecto del oleoducto "fue aprobado y completado en 1981-1982 antes de la presentación de una evaluación de impacto ambiental". Los estudios medioambientales adolecían de graves deficiencias por las numerosas omisiones en la línea de base biótica y socioeconómica. PTP nunca prestó una atención seria a la posibilidad de vertidos de petróleo y a los efectos sobre los ecosistemas marinos o terrestres. Por ejemplo, "no se realizaron estudios de hidrocarburos de petróleo en los ecosistemas marinos".
El control de la erosión fue mínimo y miles de toneladas de tierra fueron desplazadas durante la construcción. Muchos bosques, ríos y arroyos resultaron dañados o destruidos, lo que repercutió negativamente en los ecosistemas naturales. La construcción del oleoducto a través de las montañas de Fortuna (Boquete y Gualaca) en la Cordillera Central fue posteriormente la base para la construcción de la primera carretera de Chiriquí a Bocas del Toro. La construcción de la carretera fue positiva en términos sociales, pero el impacto ambiental sobre los bosques vírgenes ha provocado pérdidas globales de biodiversidad en la Reserva Forestal de Palo Seco y la zona de amortiguamiento a lo largo de la costa desde Chiriquí Grande hasta Almirante-Changuinola y la Comarca Ngäbe-Buglé.

## Operador
El oleoducto es propiedad y está operado por Petroterminal de Panamá S.A., una empresa conjunta del Gobierno de Panamá y la NIC Holding Corporation ubicada en la ciudad de Melville, en Long Island (NY). El Gobierno de Panamá, que actualmente posee el 40% de la empresa, tiene previsto adquirir el resto de acciones de la compañía.